# Фегали, Жозе
Жозе Фегали (порт.-браз. José Feghali; 28 марта 1961 — 9 декабря 2014) — бразильский пианист.

## Биография
В восьмилетнем возрасте впервые выступил с Бразильским симфоническим оркестром. С 15 лет учился в Лондоне у Марии Курчо, затем в Королевской академии музыки у Кристофера Элтона. В 1985 году выиграл VII Конкурс пианистов имени Вана Клиберна в США; в то же время его исполнение тех лет вызывало критические замечания. Дал более 1000 концертов; выступал с такими коллективами, как Берлинский филармонический оркестр, оркестр Концертгебау (Амстердам), Роттердамский филармонический оркестр, оркестр Гевандхауса (Лейпциг), Королевский филармонический оркестр, филармонический оркестр BBC, Лондонский симфонический оркестр, Бирмингемский симфонический оркестр, Национальный симфонический оркестр Испании, Варшавский филармонический оркестр, Шанхайский симфонический оркестр, Пекинский симфонический оркестр. Сотрудничал со многими выдающимися дирижёрами: Курт Мазур, Кристоф Эшенбах, Юрий Темирканов, Леонард Слаткин.
Artist-in-residence Техасского христианского университета. Преподавал в Форт-Уэрте (Техас, США); среди его учеников, в частности, В. Корчинская-Коган.
Покончил жизнь самоубийством на фоне затяжной депрессии и постепенного упадка в карьере. Тело было найдено 9 декабря 2014 года.